# 6. német hadsereg
A 6. hadsereg a német Wehrmacht tábori egysége volt a második világháború idején (1939–1945). Széles körben emlékeztek rá, mivel a német hadsereg legkiválóbb egysége volt egészen a Vörös Hadseregtől a sztálingrádi csatában 1942–1943 telén bekövetkezett vereségig. Hírnévre tett szert a háborús bűnök miatt is (mint például a több mint 30 000 zsidó lemészárlása Babij Jarban 1941 szeptemberében), amelyeket Walther von Reichenau tábornagy parancsnoksága alatt követett el a Barbarossa hadművelet során.

## Nyugati hadjárat
Az eredetileg 10. hadseregként számozott hadsereg 1939. október 10-én alakult meg Walther von Reichenau tábornokkal az élén. Elsődleges feladata az volt, hogy biztosítsa Németország nyugati védelmét a brit és francia támadásokkal szemben a lengyel hadjárat során. A Németalföld inváziója során a 6. hadsereg ejtőernyős alakulataival a belgiumi csata során, Eben Emael, Liège és Namur erődítmények fegyverzeteit hatástalanították. A 6. hadsereg 1940. június 12-én részt vett a párizsi védelem áttörésében, majd a német csapatok északi szárnyaként működött a normandiai partok mentén, a franciaországi csata záró szakaszában.

## Háború a Szovjetunió ellen
A 6. hadsereg a Dél Hadseregcsoport lándzsájaként vett részt a Barbarossa hadműveletben. Walther von Reichenau egy repülőgép-balesetben halt meg, miközben 1942 januárjában szívrohamot követően kórházba szállították. Utódja volt vezérkari főnöke, Friedrich Paulus tábornok lett. Paulus 1942 tavaszán nagy győzelemre vezette a 6. hadsereget a második harkovi csatában.

### Sztálingrádi csata
1942. június 28-án a Dél Hadseregcsoport megkezdte a Fall Blaut, a német hadsereg nyári offenzíváját Dél-Oroszország felé. A hadművelet célja az volt, hogy biztosítsák mind az azerbajdzsáni bakui olajmezőket, mind a Volga-parti Sztálingrádot, hogy megvédjék a Kaukázusba előrenyomuló erőket. Két hónap elteltével a 6. hadsereg augusztus 23-án érte el Sztálingrád külvárosát. Ugyanezen a napon a Luftwaffe több mint 1000 repülőgépe bombázta a várost, sok civil meghalt.
A Sztálingrádot ostromló német haderő negyedét átállt szovjetek alkották, akik saját honfitársaik ellen harcoltak.
Sztálingrádot a 62. szovjet hadsereg védte, Vaszilij Csujkov tábornok parancsnoksága alatt. A német légi fölény ellenére Sztálingrádban, és a Vörös Hadseregnél lévő magasabb létszámú tüzérségi eszköz miatt, az előrehaladás napi néhány méternél nem nőtt tovább. Végül november közepére a 62. hadsereget a Volga partjára szorították, de a 6. hadsereg nem tudta felszámolni a megmaradt szovjet csapatokat.
November 19-én a Sztavka elindította az Uránusz hadműveletet, amely a szovjet erők jelentős offenzívája volt, a német hadsereg szárnyain. Az első hullám messze a Dontól nyugatra támadt, a második lökés egy nappal később pedig Sztálingrádtól messze délre indult meg. A 6. hadsereg szárnyait a szegényesen felszerelt, román csapatoknak kellett biztosítania, amelyeket gyorsan felmorzsolt a hatalmas Szovjet túlerő. November 23-án a harapófogót Kalacs-na-Donunál zárta be a Vörös Hadsereg, és ezzel bekerítették a Paulus csapatait. December 12-én délről a németek megindították egy felmentési kísérletet, "Téli Zivatar" kódnéven, azonban az ostromgyűrű áttörésével való próbálkozás kudarcot vallott. A körülzárt német csapatok egyre inkább szorultak vissza a belvárosba. Január 25-ére elveszítették mindkét repülőterüket, ami teljesen lehetetlenné tette a további utánpótlást és a sebesültek elszállítását. A hadsereg 1943. január 31. és február 2. között megadta magát. A német áldozatok száma 147 200 halott és sebesült. Több mint 91 000-en fogságba estek, köztük maga Paulus tábornagy, 24 tábornok és 2500 alacsonyabb rangú tiszt is. A hadifogságot csak 5000-en élték túl és tértek vissza Németországba a háború után.

## Újjászerveződés és széthullás
A hadsereget 1943. március 5-én Armee-Abteilung Hollidt névre keresztelték át Karl-Adolf Hollidt tábornok irányítása alatt. Később Ukrajnában és Romániában teljesített szolgálatot a Dél Hadseregcsoport részeként (amit 1944. április 1-jén átnevezték Dél-Ukrajna Hadseregcsoportra), mígnem átkerült az A Hadseregcsoporthoz. 1944 májusában a 6. hadsereg a Dumitrescu hadseregcsoport része lett, amelynek parancsnoka Petre Dumitrescu román tábornok volt. A hadseregcsoportba tartozott a román 3. hadsereg is. Ez volt az első alkalom a háborúban, amikor a német parancsnokok szövetségeseik tényleges (nem névleges) parancsnoksága alá kerültek. Ez egy hónappal azután történt, hogy Dumitrescu a tölgylevelű vaskereszt lovagkeresztjével tüntették ki (1944. április 4.). A 6. hadsereget bekerítették és szinte teljesen megsemmisítették a szovjetek által végrehajtott második Jassy–Kishinev-offenzíva során.
1944 októberében a 6. hadsereg Maximilian Fretter-Pico tábornok parancsnoksága alatt a debreceni csatában bekerítették és megsemmisítették a Plijev seregcsoport három szovjet hadtestét Issza Plijev parancsnoksága alatt. Ez idő alatt a 6. hadsereg a Magyar 2. hadseregét helyezte parancsnoksága alá, és „Fretter-Pico hadseregcsoport” (Armeegruppe Fretter-Pico) néven volt ismert.
A parancsot 1944. december 23-án adták át Hermann Balck tábornoknak. 1944 decemberében Budapesten bekerítették a 6. hadsereg egyik alárendelt alakulatát, a IX. SS-hegyi hadtestet. A IV. SS-páncéloshadtestet a 6. hadsereg parancsnoksága alá helyezték, és a Konrád hadművelet fedőnevű felmentési kísérletét indították el (3 alkalommal) Budapest 102 napig tartó ostroma alatt.
III. Konrád kudarca után a 6. hadsereg a "Balck hadseregcsoport" (Armeegruppe Balck) részévé vált. Ez a seregcsoport visszaszorult a Balaton melletti területre. Több alakulat, köztük a III. páncéloshadtest is részt vett a Tavaszi ébredés hadműveletben, míg a 6. hadsereg többi tagja az offenzíva balszárnyának védelmét látta el Székesfehérvártól nyugatra. Az offenzíva kudarca után a hadsereg tartotta a vonalat egészen az 1945. március 16-ig szovjet hadsereg bécsi offenzívájáig. Ez az offenzíva rést szakított a 6. hadseregben a IV. SS-páncéloshadtest és a (Balck parancsnokságának alárendelt) 3. magyar hadsereg között, szétzúzva az alakulatokat. 1945. március végén a 6. hadsereg Bécs felé vonult vissza. 1945. május 9-én megadta magát az amerikai seregeknek.

## Hadrendjei

### 1940
- IV. hadtest
- IX. hadtest
- XI. hadtest
- XXVII. hadtest
- XVI. páncélos hadtest
- Légideszantos hadtest
- Tartalék: I. hadtest

### 1941
- XVII. hadtest
- XXIX. hadtest
- XXXXIV. hadtest
- LV. hadtest

#### Panzergruppe 1
- XIV. hadtest (mot.)
- III. hadtest (mot.)
- XXXXVII. hadtest (mot.)

### 1942-43
- IV. hadtest
- VIII. hadtest
- XI. hadtest
- XIV. páncélos hadtest
- LI. hadtest

### 1944-45
- IV. páncélos hadtest
- LXXII. hadtest
- III. páncélos hadtest
- Magyar II. hadtest
- Magyar Finta csoport
- Hadsereg tartalék